# Fatamorgana
Fátamorgána (tudi fáta morgána) ali zráčno zrcáljenje je optični pojav, ki nastane ob velikih temperaturnih razlikah in s tem razlikah v gostoti posameznih zračnih plasti. Pojav se največkrat pojavi blizu tal. 
Beseda je italijanski prevod imena polsestre legendarnega keltskega kralja Arturja, vile Morgan, ki je imela sposobnost spreminjanja svoje oblike. 
Fatamorgana je zračno zrcaljenje, ki nastane zaradi širjenja svetlobe skozi plasti ozračja, katerih gostota in s tem lomni količnik se spreminjata od plasti do plasti. Na prehodu skozi meje teh plasti se sončni žarki lomijo ali celo odbijajo ter tako spremenijo smer. S tem navidezno spremenijo tudi obliko in lego objektov (teles) v daljavi. Poznamo dve vrsti fatamorgane; spodnje in zgornje zračno zrcaljenje.